# 노재승
노재승(한국 한자: 盧載承, 1990년 4월 9일 ~ )은 대한민국의 전 축구 선수이며, 포지션은 공격수였다.